# オーガスタ・ナショナル・ゴルフクラブ
オーガスタ・ナショナル・ゴルフクラブ（Augusta National Golf Club）は、アメリカのジョージア州オーガスタにあるゴルフ場。

## 概要
毎年4月上旬に開かれるマスターズ・トーナメントの開催コースとして名高い。1932年、ボビー・ジョーンズとゴルフコース設計家アリスター・マッケンジーとの設計によってオープンした。
コースのメンバーは世界中に約300名いるが、当然会員希望者は多く、会員になるためには数十年程度待たなければならないと言われているほど難しい。プライベート・コースのため、コース会員の同伴か、マスターズの運営ボランティアなどでないと一般人はプレーできず、一般人がプレーするのも大変に難しい。
さらに、プレーなどでコースに出る場合にも、コース上を走ることを原則として認めていない。ただし、1976年のマスターズ・トーナメントでは、この年から日本国内向けの生中継を開始した東京放送（現在のTBSテレビ）の編成部員が、日本人としては初めてコース上の走行を許された。当時は同局の放送ブースから遠く離れたグリーン上にCBS（業務提携先の放送局でアメリカ向けの中継を制作）のブースが設けられていて、業務上グリーンを頻繁に往復する必要が生じていたことによる。
開設以来、女性会員は認められていなかったが（会員同伴のプレーはできる）、2012年8月20日、元アメリカ合衆国国務長官のコンドリーザ・ライスと実業家のダーラ・ムーア（Darla Moore）の2人を初めての女性会員として迎え入れた。また、2019年からは女性アマチュア選手によって争われる「オーガスタ・ナショナル女子アマチュアゴルフ選手権」を開催。2021年4月には、梶谷翼がこの選手権で優勝した翌週に、松山英樹がアジア出身の男子プロゴルファーとして初めてのマスターズ・トーナメント制覇を果たした。

## 歴史
1934年の第1回マスターズでは、ホートン・スミス（1908年-1963年）が初代優勝者となった。それ以来、オーガスタ・ナショナル・ゴルフクラブは「ゴルフの祭典」マスターズの開催地として知られている。他の3つのゴルフメジャー大会が毎年会場を変えて行われるのに対し、マスターズだけは毎年同じオーガスタ・ナショナル・ゴルフクラブで行われるため、他のメジャー大会とは異なる趣を持っている。
また、このコースに隣接してすべてがパー3の9ホールで構成されるショートコースがあり、マスターズトーナメントの開会前日に行われるアトラクション「パー3コンテスト」という大会の舞台にもなっている。

## コース
大会が歴史を重ねるにつれて何度かの大規模なコース改造も行われてきた。長年ラフの存在しないコースだったが1998年にファーストカットが設けられ、現在はラフはセカンドカットとなっている。また2002年にはトム・ファジオの監修のもとで大々的なコース改造が行われ、コース全長が約300ヤード伸ばされた。その後さらに距離は伸ばされて現在は全長7,445ヤード、パー72のコースになっている。
マスターズコミッティーは「これ以上大幅に長くする必要が生じた場合は『マスターズボール』を導入する」と示唆している。
全18ホールに、個々の名前(和名など)が与えられている。
| ホール                                                                                  | 規定打数 | 距離      | 最多ストローク                             |
| --------------------------------------------------------------------------------------- | -------- | --------- | ------------------------------------------ |
| 1番ホール：ティー・オリーブ（Tea Olive）                                                | パー4    | 455ヤード | 8打：ジープ・ミル・カシン（2007）他3名     |
| 2番ホール：ピンク・ドッグウッド （Pink Dogwood - 桃色のハナミズキ）                     | パー5    | 575ヤード | 10打：デビット・デュバール（2006）他1名    |
| 3番ホール：フラワーリング・ピーチ （Flowering Peach - 桃の花）                          | パー4    | 350ヤード | 8打：ダグラス・B・クラーク（1980）         |
| 4番ホール：フラワーリング・クラブ・アップル （Flowering Crab Apple - 野生のリンゴの花） | パー3    | 240ヤード | 7打：ダグ・フォード（2000）他3名           |
| 5番ホール：マグノリア（Magnolia）                                                       | パー4    | 455ヤード | 8打：ジェリー・バーバー（1964）他3名       |
| 6番ホール：ジュニパー（Juniper）                                                        | パー3    | 180ヤード | 7打：アーノルド・パーマー（1997）他1名     |
| 7番ホール：パンパス（Pampas）                                                           | パー4    | 450ヤード | 8打：リチャード・ボンタッキー（1981）他1名 |
| 8番ホール：イエロー・ジャスミン（Yellow Jasmine）                                       | パー5    | 570ヤード | 12打：フランク・ウォルシュ（1935）         |
| 9番ホール：カロライナ・チェリー（Carolina Cherry）                                      | パー4    | 460ヤード | 8打：クレイン・オグデン（2006）他2名       |
| 10番ホール：カメリア（Camellia）                                                        | パー4    | 495ヤード | 9打：ダニー・リー（2009）                  |
| 11番ホール：ホワイト・ドッグウッド （White Dogwood - 白いハナミズキ）                   | パー4    | 505ヤード | 9打：チャールズ・ハウエル（2006）他3名     |
| 12番ホール：ゴールデン・ベル（Golden Bell）                                             | パー3    | 155ヤード | 13打：トム・ワイスコフ（1980）             |
| 13番ホール：アザレア（Azalea）                                                          | パー5    | 510ヤード | 13打：中嶋常幸（1978）                     |
| 14番ホール：チャイニーズ・ファー（Chinese Fir）                                         | パー4    | 440ヤード | 8打：ニック・プライス（1993）              |
| 15番ホール：フィレットホーン（Firethorn）                                               | パー5    | 530ヤード | 13打：セルヒオ・ガルシア（2018）           |
| 16番ホール：レッドバッド（Redbud）                                                      | パー3    | 170ヤード | 11打：ハーマン・バロン（1950）             |
| 17番ホール：ナンディナ（Nandina）                                                       | パー4    | 440ヤード | 7打：丸山茂樹（2004）他16名                |
| 18番ホール：ホーリー（Holly）                                                           | パー4    | 465ヤード | 8打：カミーロ・ビジェガス（2010）他5名     |

### グリーン
オーガスタ・ナショナル・ゴルフクラブはとりわけグリーンの難度が高いことで有名で、“ガラスのグリーン”、“オーガスタのグリーンには魔女が棲（す）む”とよく言われる。グリーンは小さな傾斜と大きな傾斜が重なりあっており、しかも速くてなかなか止まらないので、パッティングセンスが問われるものでもある。雨が降ると湿り風が吹き、10番のカメリアでは湿り風に捕まるとミスをすると言われている。また雨はグリーンをさらに速くしてしまい、これもスコアを落とす原因ともなっている。マスターズに挑戦するゴルファーの中には、コンクリートで舗装された駐車場でパット練習をする者がいるほどである。

### 「アーメン・コーナー」
11番から13番までの3ホールは、フェアウェイの方向が途中で犬の足（ドッグレッグ）のように大きく曲がっていることに加えて、「風の向きが読みにくい」とされている。現に、マスターズなどのトーナメントでは、この3ホールでのプレーが勝負の明暗を分けることが多い。そのため、「神に祈らなければ無事に通れない場所」というニュアンスで、一般に「アーメン・コーナー」（Amen Corner、英語の発音では「エイメン・コーナー」）と呼ばれている。
「アーメン・コーナー」と命名したのは、『スポーツ・イラストレイテッド』（Sports Illustrated）誌の記者として1958年のマスターズを取材していたハーバート・ウィンドである。この年のマスターズ最終日の12番ホールでは、アーノルド・パーマーの放ったティー・ショットが、グリーン奥のラフでピッチ・マークに食い込んでいた。当日は雨上がりであったため、最初に打ったボールがグリーンを越えて自分のピッチ・マークに食い込んだプレーヤーに対して、ローカル・ルールで救済（relief）を特別に認めていた。それにもかかわらず、現場にいた競技委員の不手際でパーマーの救済が認められなかったことから、パーマーは救済を主張したうえでプレーを続行。いったんはダブル・ボギーと扱われたものの、2つ目のボールでパーセーブに成功すると、トーナメント・リーダーとして最終日を迎えていたケン・ベンチュリーを猛追した末にトップへ躍り出た。ベンチュリーは「2つ目のボールでプレーを始めるのであれば、最初のボールでのプレー前にその旨を宣言していない限り、2つ目のボールでのスコアを認めてはいけない」との異議を競技委員に唱えたが、結局はパーマーの主張が認められたため、パーマーの逆転優勝が確定した。そしてウィンドは、上記の出来事の記事化に際して、12番ホールに"Armen Corner"という表現を用いた。
日本でも、1978年のマスターズに出場した中島常幸が、13番ホールで13打も叩いてしまったことで「アーメン・コーナー」が知られるようになった。13打はマスターズの1ホールにおける最多打数記録で、1980年には12番ホールでトム・ワイスコフ（1973年全英オープン優勝者）、2018年には15番ホールで前年優勝者のセルヒオ・ガルシアも記録している。
ちなみに、スポーツ英語としての「コーナー」（corner） には、「ゲームの行方の鍵を握る場所」というニュアンスがある。ウィンドは、同じニュアンスを含んだ「ホットコーナー」（hot corner：「三塁手」を意味する野球用語）や、「コフィンコーナー」 (coffin corner：「フロントコートとバックコートの間のエリア」「エンドライン沿いのエリア」を意味するバスケットボール用語) のような言葉を考えているうちに、『Shoutin' in that Amen』（ミルドレッド・ベイリーの歌唱によるジャズのヒット曲のタイトル）が思い浮かんだという。

### 芝
1980年まではバミューダ芝だったが1981年からベント芝に変更された。

### アザレア
13番ホールには1600本ものアザレアが植栽されている。「マスターズの時期に花が満開になるよう、植える前に種子を氷漬けしている」という都市伝説があるが、実際に一度だけオーナーが氷漬けしたことがあるという。

## 会員

### 歴代会長
- クリフォード・ロバーツ （1934年から1976年）
- ウィリアム・レーン （1976年から1980年）
- ホード・ハーディン （1980年から1991年）
- ジャクソン・T・スティーブンス （1991年から1998年）
- ウィリアム・"フーティー"・ジョンソン （1998年から2006年）
- ビリー・ペイン （2006年から2017年）
- フレッド・リドリー （2017年10月16日から）

## メディア
- 1989年、日本のゲームメーカーT&E SOFTから発売された3Dゴルフシミュレーションゲーム『遙かなるオーガスタ』にコースが収録された。当時としては画期的な、2Dでも疑似3Dでもない、忠実にコースを再現したリアリティあふれるゲームとして、人気を博した。その後多くの機種に移植されている。
- 2011年3月29日発売のゴルフゲームタイガー・ウッズPGA TOUR 12にこのコースが収録されている。